# Soiuzmultfilm
Soiuzmultfilm (rus: Coюзмультфи́льм, abr. "Unió de dibuixos animats") és un estudi d'animació rus amb seu a Moscou. Va ser fundat en temps de la Unió Soviètica, el 10 de juny de 1936. Al llarg de la seua existència s'ha guanyat el respecte internacional, obtenint nombrosos premis tant a l'antiga Unió Soviètica, com a festivals de cinema d'arreu del món. Destaca en oferir als seus treballs per una gran varietat d'estils, i és considerat com l'estudi d'animació més influent de l'antiga Unió Soviètica, produint més de 1.529 pel·lícules.

## Història durant l'època soviètica

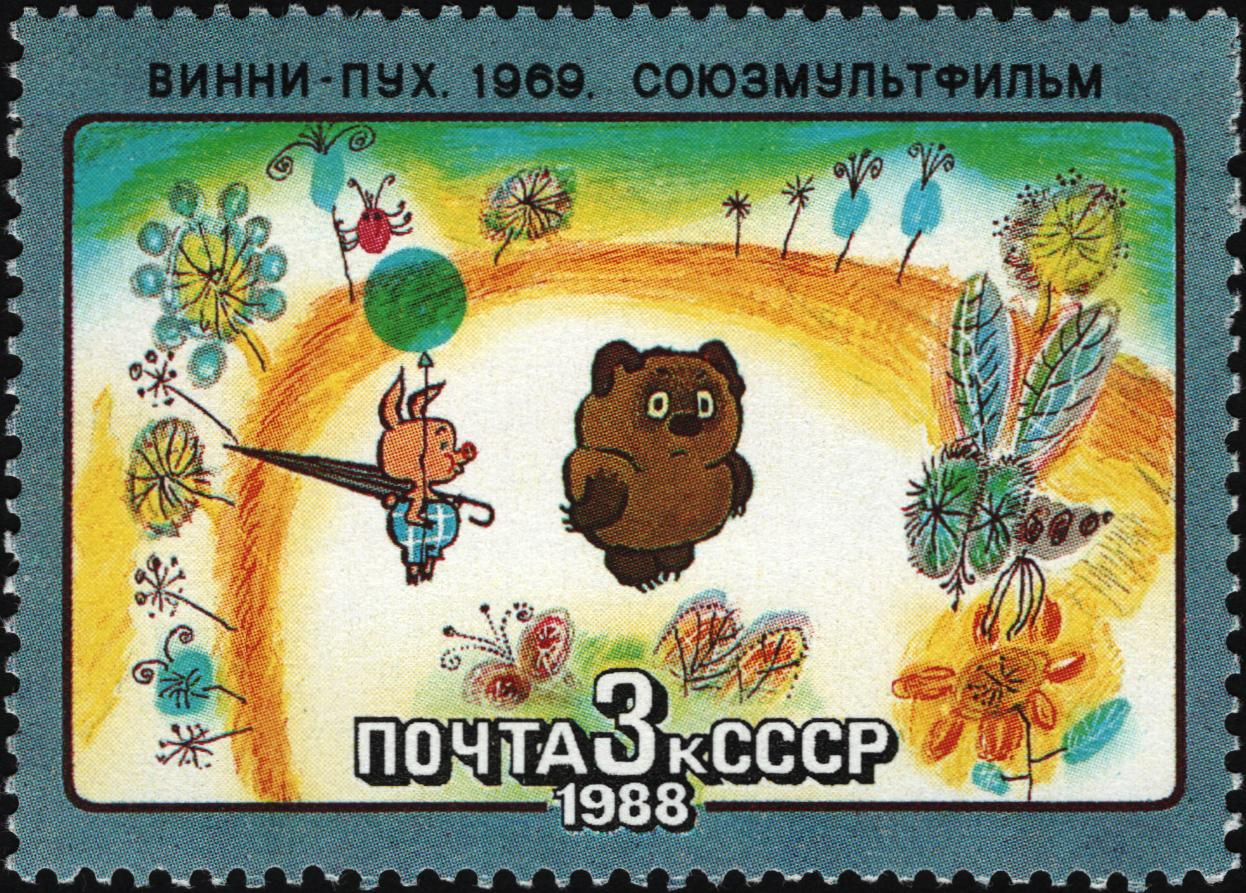
Segell soviètic de 1988 amb Vinni Pukh i el Porquet.

L'estudi va ser fundat el 10 de juny de 1936 sota el nom Soiuzdetmultfilm (Союздетмультфильм - abr. "Unió de dibuixos animats per nens"). El nom va ser canviat a Soiuzmultfilm el 20 d'agost de 1937. Inicialment estava format per només uns pocs tallers dispersos, però Soiuzmultfilm va créixer ràpidament, convertint-se prompte en el principal estudi d'animació de la Unió Soviètica. L'estudi elaborava exclusivament animació tradicional fins a l'any 1954, quan es crea una "divisió de titelles" i es va filmar la primera pel·lícula de l'estudi amb la tècnica de l'stop motion. La divisió de titelles més tard també utilitzaria la tècnica del cutout.
Durant l'era soviètica, l'estudi va arribar a contractar a més de 700 treballadors qualificats i produïa una mitjana de 20 pel·lícules cada any (el nombre més alt va ser de 47, el 1973).
Els anys 60, 70 i 80, es van treure a la llum algunes pel·lícules i sèries, els personatges de les quals es van convertir en part integrant de la cultura soviètica: els tres curts de Vinni-Pukh (rus: Винни-Пух); els sèries Txeburaixka (rus: Чебурашка) i El cocodril Guena (rus: Крокодил Гена); Karlson que viu en una teulada, l'adaptació del conte suec Karlsson på taket (rus: Карлсон, который живёт на крыше) o els curts Nu, pogodí! (Ja veuràs!, rus: Ну, погоди!)
A més a més, es van realitzar alguns films que passarien a la història de l'animació, com L'eriçó en la boira (rus: Ёжик в тумане) i El conte dels contes (rus: Сказка сказок), ambdues de Iuri Norstein, i considerades per alguns crítics com les millors pel·lícules d'animació de la història.
La varietat d'estils d'animació i el grau sense precedents de llibertat artística dels seus animadors han fet de Soiuzmultfilm, potser, l'estudi d'animació més eclèctic del món.
La creativitat de Soiuzmultfilm va ser propiciada, en part, per les condicions úniques de la Unió Soviètica, que va fer possible que l'estudi poguera experimentar amb les seues creacions sense preocupacions de caràcter comercial, ja que els animadors eren pagats l'Acadèmia de Cinema, independentment de com de bé o malament es veneren els seus productes (tot i que, tècnicament, no anaven a ser ni "comprats" ni "venuts"), i va permetre als animadors el ser lliures de plasmar la seva visió artística, sense donar cap importància a les finances.

## Decadència

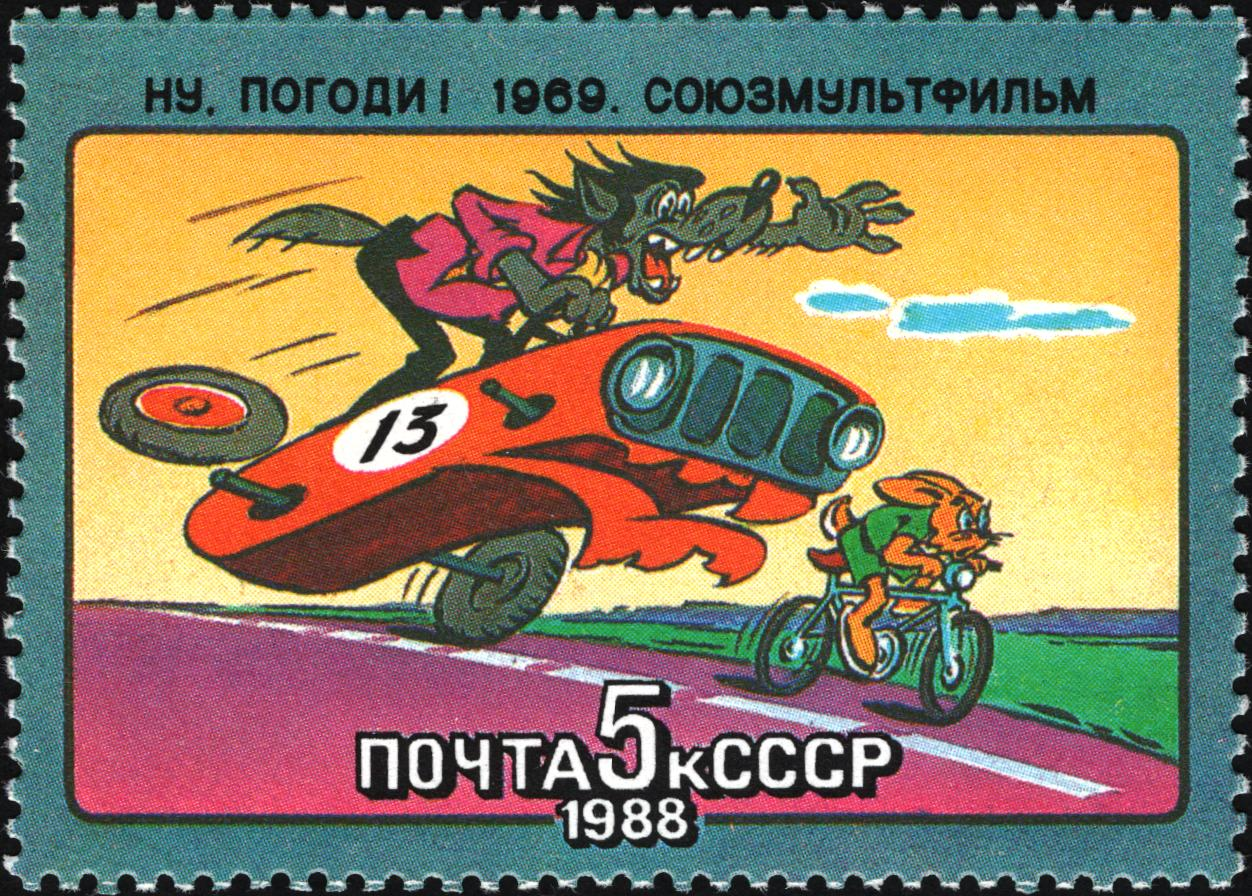
Segell soviètic de 1988 amb els personatges de Nu, pogodi!.

Amb el col·lapse la Unió Soviètica el nou govern rus va decidir portar a terme la liberalització de l'economia i de les empreses de propietat estatal. El 1989, Soiuzmultfilm es va convertir en una empresa arrendada per adaptar-la al sistema capitalista.
Encara que l'estudi va sobreviure, es va veure reduït dràsticament, perdent gairebé el 90% del seu personal i publicant només unes poques pel·lícules. Una de les primeres desgràcies va ocórrer quan els tribunals del país van prendre la decisió de transferir a l'Església Ortodoxa Russa uns quants edificis, entre els quals es trobava l'edifici de la divisió de titelles de Soiuzmultfilm - L'estudi va ser fundat en edificis confiscats a aquesta organització. Abans que els animadors poderen reaccionar a aquest gir dels esdeveniments, una esquadra de cosacs va irrompre a l'edifici i va començar a llençar els "ninots diabòlics". Als empleats de l'estudi no se'ls va permetre salvar cap peça del material de l'estudi, malgrat que quan els cosacs entraren dins de l'edifici es trobava material de filmació costós i tota una prestatgeria de titelles.

## Soiuzmultfilm al segle XXI
El 1999, Soiuzmultfilm va tornar sota el control del govern. Un decret governamental del 10 de gener de 2003 divideix l'empresa en dues companyies diferents. La separació es va donar per finalitzada l'1 de març de 2004.
Els drets de totes les pel·lícules de Soiuzmultfilm d'abans de l'1 de març de 2004 pertanyen al "Fons de Cinema Soiuzmultfilm", dirigit per Ernest Rakhímov, i la seva missió oficial és la restauració i comercialització d'aquestes pel·lícules. Per altra Banda, l'estudi Soiuzmultfilm, encapçalat per Akop Kirakossian, té com a objectiu creació de noves pel·lícules, per a ser finalment privatitzada si algú mostrara interès a adquirir-la. En l'actualitat el 100% de les seves accions és de propietat del Ministeri rus de Cultura.
Actualment l'estudi té com a projecte principal el llargmetratge Gofmaniada, dirigit per Stanislav Sokolov amb la col·laboració de Mikhaïl Xemiakin. La pel·lícula, basada en els contes d'Ernst Theodor Amadeus Hoffmann serà animada utilitzant exclusivament la tècnica de l'stop motion, prescindint de l'animació per ordinador, que no serà utilitzada per realitzar cap tipus d'efecte especial.
Arran de la invasió russa d'Ucraïna del 2022, l'estudi va patir dificultats a l'hora d'exportar els seus productes als principals mercats, per la qual cosa començà a diversificar-se cap a Amèrica Llatina, Àsia i l'Orient Mitjà.

## Enllaços externs

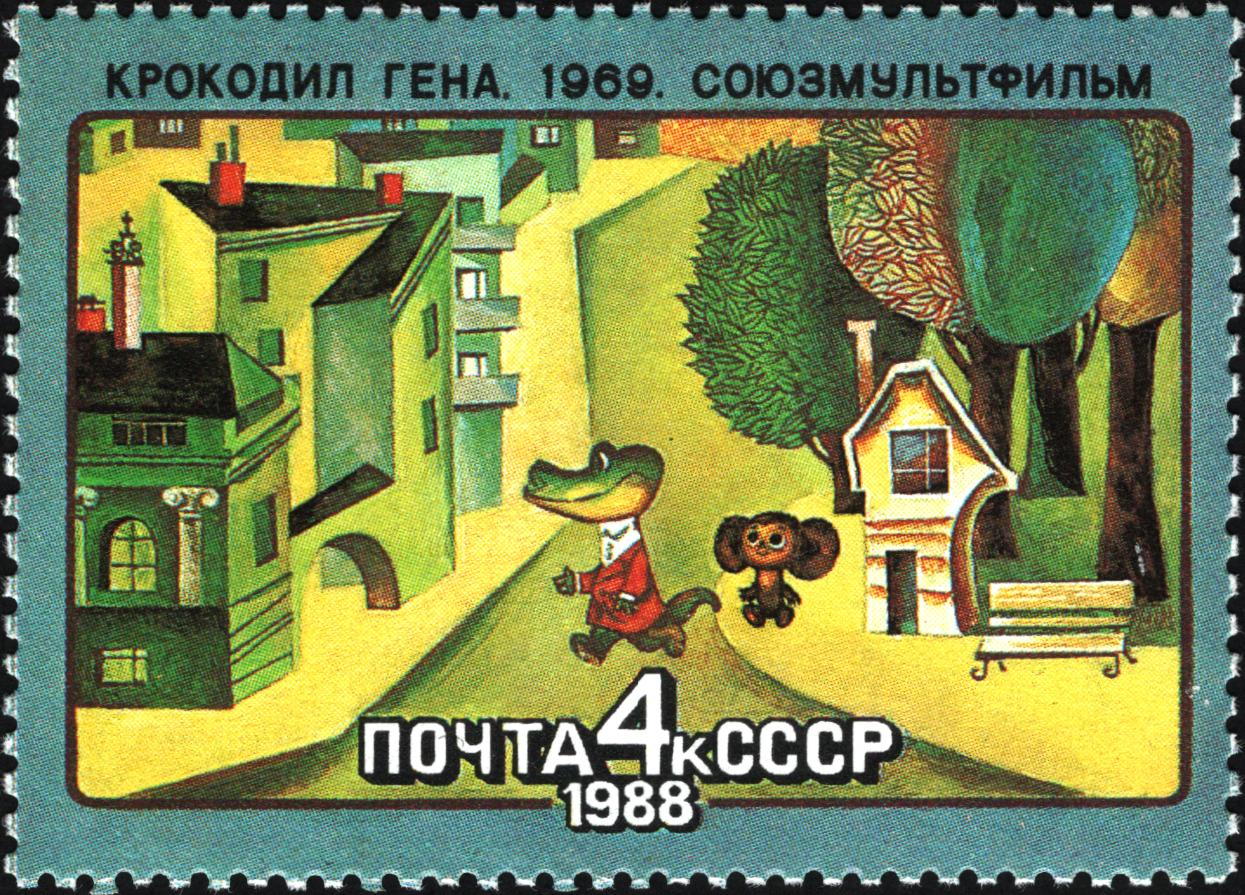
Segell soviètic de 1988 amb Txeburaixka i El cocodril Guena.

## Animadors i directors

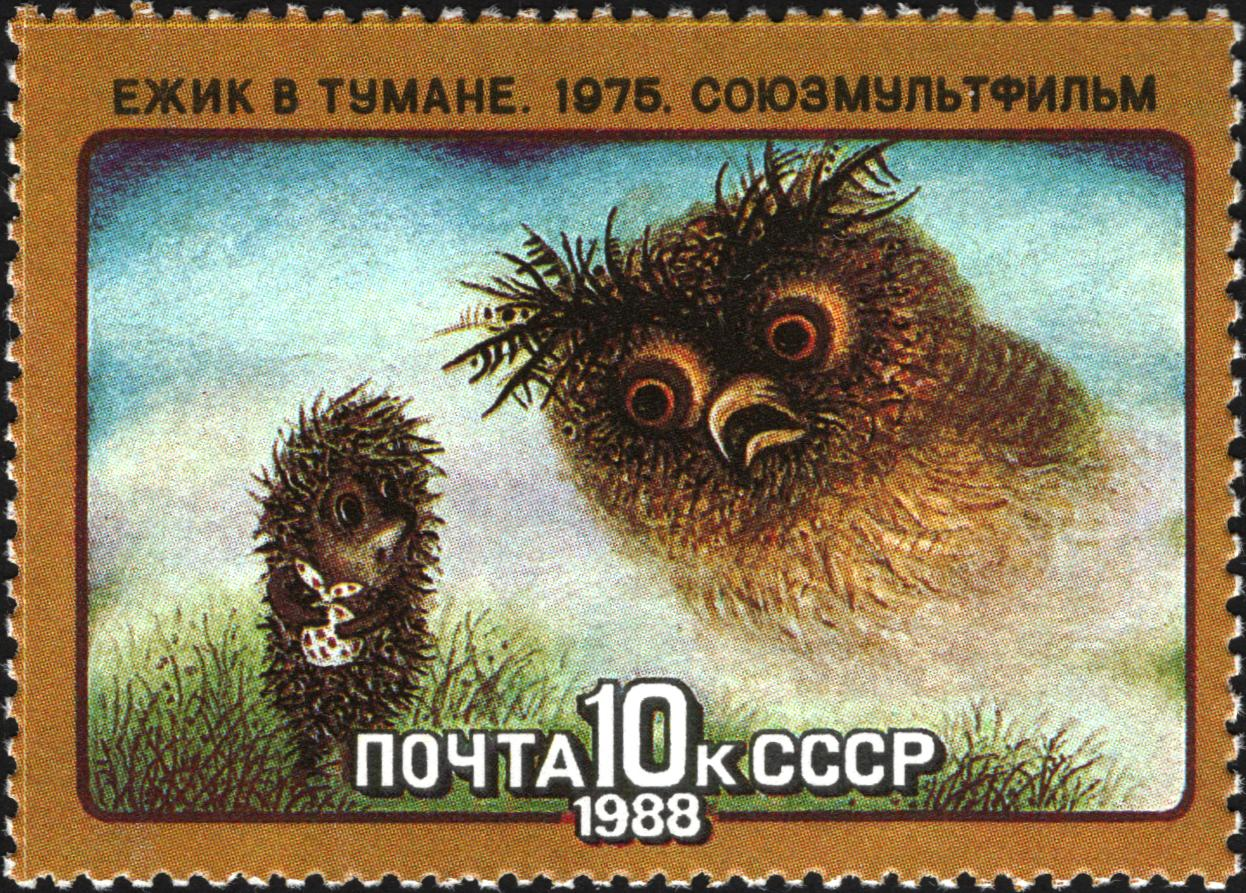
Segell soviètic de 1988 amb els personatges d'Eriçó en la boira.

- Garri Bardin
- Ivan Ivanov-Vanó
- Roman Katxànov
- Fiódor Khitruk
- Viatxeslav Kotiónotxkin
- Vadim Kurtxevski
- Eduard Nazàrov
- Iuri Norstein
- Aleksandr Ptuixkó
- Leonid Xvàrtsman
- Rassa Strautmane
- Stanislav Sokolov